# Skała (Rosja)
Skała (ros. Скала) – wieś (sieło) w Rosji, w obwodzie nowosybirskim, w rejonie koływańskim. W 2010 liczyła 1773 mieszkańców.